# Phrictaetypus bruyni
Phrictaetypus bruyni är en insektsart som beskrevs av Griffini 1908. Phrictaetypus bruyni ingår i släktet Phrictaetypus och familjen vårtbitare. Inga underarter finns listade i Catalogue of Life.